# Fiat Tempra
Fiat Tempra (typové označení 159) je menší rodinný automobil nižší střední třídy italské automobilové značky Fiat.

## Historie
Tempra se světu představila v únoru roku 1990 jako nástupce Fiatu Regata. Konstrukčně vychází automobil z Fiatu Tipo, který světlo světa spatřil už v roce 1988, a se kterým také Tempra sdílí valnou většinu mechanických a elektronických součástí, včetně širokou škály motorů. Originální projekt se nazýval "Tipo 3" a byl vyvíjen jako auto střední velikosti mezi menším Fiatem Tipo (projekt "Tipo 2") a větším Fiatem Croma (projekt "Tipo 4"). Vůz byl postaven na stejné platformě jako Alfa Romeo 155 a Lancia Dedra.
Fiat Tempra byl v irské soutěži Semperit Irish Car of the Year (ekvivalent celosvětové soutěže Car of the Year) zvolen jako auto roku 1991.
Do modelu 2,0ie se od roku 1991 montovaly také automatické převodovky používající 2 režimy (normal a sport). Tempra představovala dostupnou alternativu ke konkurenčním rodinným vozům, jako byl Ford Sierra, Opel Vectra nebo Peugeot 405.
V roce 1992 se začala vyrábět i Tempra 4×4. Roku 1993 došlo k zásadní modernizaci. Výroba tempry skončila v Itálii v roce 1996, ale v továrnách Fiatu v Jižní Americe se tempra vyráběla do roku 1999. Nástupcem se stal model Marea, též ve variantách sedan a kombi.

## Motorizace
| Typ motoru     | Konfigurace motoru | Kód motoru                    | Objem válců | Výkon                                                              | Točivý moment                                                               | Poznámky                                                                                     |
| -------------- | ------------------ | ----------------------------- | ----------- | ------------------------------------------------------------------ | --------------------------------------------------------------------------- | -------------------------------------------------------------------------------------------- |
| 1.4 S          | I4 SOHC            | 159A2.000                     | 1,372 cm³   | DIN: 57 kW (77 PS) at 6,000 rpm ECE: 56 kW (76 PS) at 6,000 rpm    | DIN: 108 N·m (80 lb·ft) at 2,900 rpm ECE: 106 N·m (78 lb·ft) at 2,900 rpm   | karburátor                                                                                   |
| 1.4 i.e.       | I4 SOHC            | 160A1.046                     | 1,372 cm³   | DIN: 52 kW (71 PS) at 6,000 rpm ECE: 51 kW (69 PS) at 6,000 rpm    | DIN: 108 N·m (80 lb·ft) at 2,900 rpm ECE: 106 N·m (78 lb·ft) at 3,000 rpm   | elektronické vstřikování, katalyzátor                                                        |
| 1.6 S          | I4 SOHC            | 159A3.000                     | 1,581 cm³   | DIN: 63 kW (86 PS) at 5,800 rpm ECE: 62 kW (84 PS) at 5,800 rpm    | DIN: 132 N·m (97 lb·ft) at 2,900 rpm ECE: 130 N·m (96 lb·ft) at 2,900 rpm   | karburátor                                                                                   |
| 1.6 i.e.       | I4 SOHC            | 159A3.000                     | 1,581 cm³   | DIN: 59 kW (80 PS) at 6,000 rpm ECE: 57 kW (77 PS) at 6,000 rpm    | DIN: 128 N·m (94 lb·ft) at 3,000 rpm ECE: 124 N·m (91 lb·ft) at 3,000 rpm   | elektronické vstřikování, katalyzátor (do roku 1992)                                         |
| 1.6 i.e.       | I4 SOHC            | 835C1.000 159A3.048 (Selecta) | 1,581 cm³   | DIN: 56 kW (76 PS) at 6,000 rpm ECE: 55 kW (75 PS) at 6,000 rpm    | DIN: 128 N·m (94 lb·ft) at 3,000 rpm ECE: 125 N·m (92 lb·ft) at 3,000 rpm   | elektronické vstřikování, katalyzátor (po roce 1992)                                         |
| 1.6 i.e.       | I4 SOHC            |                               | 1,581 cm³   | DIN: 68 kW (93 PS) at 5,750 rpm                                    | DIN: 136 N·m (100 lb·ft) at 2,750 rpm                                       | bez katalyzátoru (Turecké aj. verze)                                                         |
| 1.8 i.e.       | I4 DOHC            | 159A4.000                     | 1,756 cm³   | DIN: 81 kW (110 PS) at 6,000 rpm ECE: 80 kW (109 PS) at 6,000 rpm  | DIN: 142 N·m (105 lb·ft) at 2,500 rpm ECE: 140 N·m (100 lb·ft) at 2,500 rpm | elektronické vstřikování                                                                     |
| 1.8 i.e.       | I4 DOHC            | 835C2.000                     | 1,756 cm³   | DIN: 77 kW (105 PS) at 6,000 rpm ECE: 76 kW (103 PS) at 6,000 rpm  | DIN: 140 N·m (100 lb·ft) at 3,000 rpm ECE: 137 N·m (101 lb·ft) at 3,000 rpm | elektronické vstřikování, katalyzátor 1992–DIN: 66 kW (90 PS) (některé verze)                |
| 2.0            | I4 8V DOHC         |                               | 1,995 cm³   | DIN: 71 kW (97 PS) at 5,250 rpm                                    | DIN: 159 N·m (117 lb·ft) at 3,000 rpm                                       | karburátor - Brazilská verze l                                                               |
| 2.0 i.e.       | I4 8V DOHC         | 159A6.046                     | 1,995 cm³   | DIN: 85 kW (115 PS) at 5,750 rpm ECE: 83 kW (113 PS) at 5,750 rpm  | DIN: 159 N·m (117 lb·ft) at 3,300 rpm ECE: 156 N·m (115 lb·ft) at 3,300 rpm | elektronické vstřikování, katalyzátor                                                        |
| 2.0 i.e. 16V   | I4 16V DOHC        |                               | 1,995 cm³   | DIN: 92 kW (125 PS) at 5,750 rpm DIN: 109 kW (148 PS) at 6,250 rpm | DIN: 177 N·m (131 lb·ft) at 4,750 rpm DIN: 186 N·m (137 lb·ft) at 5,000 rpm | Brazilská verze Turecká verze                                                                |
| 2.0 i.e. Turbo | I4 8V DOHC         |                               | 1,995 cm³   | DIN: 121 kW (165 PS) at 5,250 rpm                                  | DIN: 260 N·m (190 lb·ft) at 3,000 rpm                                       | Brazliské verze: 1993-1996 2dveřová Tempra Turbo Stile 1995-1998 4dveřová Tempra Turbo Stile |
| 1.9 D          | I4 SOHC            | 160A7.000                     | 1,929 cm³   | DIN: 48 kW (65 PS) at 4,600 rpm                                    | 119 N·m (88 lb·ft) at 2,000 rpm                                             |                                                                                              |
| 1.9 TD         | I4 SOHC            | 160A6.000                     | 1,929 cm³   | DIN: 60 kW (82 PS) at 4,000 rpm ECE: 59 kW (80 PS) at 4,000 rpm    | DIN: 173 N·m (128 lb·ft) at 2,800 rpm                                       | s EGR ventilem                                                                               |
| 1.9 TD         | I4 SOHC            | 160A6.000                     | 1,929 cm³   | DIN: 68 kW (92 PS) at 4,100 rpm ECE: 66 kW (90 PS) at 4,100 rpm    | DIN: 191 N·m (141 lb·ft) at 2,400 rpm ECE: 186 N·m (137 lb·ft) at 2,400 rpm |                                                                                              |